# Albina, Surinam
Albina este un oraș situat în partea de nord-est a statului Surinam, la granița cu Guyana Franceză, pe râul Maroni (cunoscut în olandeză sub numele de Marowijne). Este reședința districtului Marowijne. La recensământul din 2004 avea o populație de 5.114 locuitori.